# أبو شنب (فلم)
أبو شنب هو فيلم مصري كوميدي تم عرضه في مصر في 6 يوليو 2016. الفيلم من بطولة ياسمين عبد العزيز، ظافر عابدين، ليلى عز العرب، لطفي لبيب وبيومي فؤاد. ومن إخراج سامح عبد العزيز وتأليف خالد جلال
تاريخ عرض الفيلم يوافق عشية عيد الفطر لسنة 1437 هـ.

## القصة
ملازم أول عصمت أبو شنب (ياسمين عبد العزيز) ضابطة شرطة بالأعمال الإدارية، ولكنها تمتلك طاقة إيجابية، وأحلام وردية بأن تكون ضابط شرطة شامل، لكل الأعمال الشرطية التي تشمل جميع الإدارات لمكافحة الجريمة، ولكن النظرة القاصرة لرؤسائها من الرجال تحد من أحلامها، حيث انهم يرون أن المرأة لا تصلح إلا لعمل المحشى، ولذلك يضطهدها العميد حسين المناويشى (بيومى فؤاد) ويؤيده اللواء نعمان إبراهيم (لطفى لبيب)، ويستغلونها في إعداد الفطور لهم، وينبهونها دائما لضرورة وجود الطرشى، ولا تستطيع عصمت ممارسة دورها الشرطى وإستغلال سلطاتها، إلا في منزلها مع والدها أبو شنب (محمد محمود) ووالدتها (رجاء الجداوى) بالإضافة للبت الشغالة، أما بقسم البوليس فهى نعامه، حتى واتتها الفرصة المناسبة، فإستغلتها، حيث جاءت للقسم للتفتيش، السيدة إكرام المناديلى (ليلى عز العرب) مندوبة منظمة حقوق المرأة، فأظهرت عصمت أمامها عملها المقصور على تحضير الطعام للرتب العليا من الرجال بالقسم، مما أثار السيدة إكرام، وهددت بكتابة تقرير زى الزفت، وخوفا من التقرير، بالإضافة لعودة الشباب لقلب اللواء نعمان، الذي تحرك نحو السيدة الرقيقة إكرام، وضعف أمامها، مما جعله يلحق عصمت بالعمل الشرطى تحت قيادة ضابط المباحث الرائد حسن أبو دقن (ظافر عابدين)، الذي ثار وماج وإعترض بشدة، ولكنه إضطر للرضوخ للأوامر، وعامل عصمت بخشونة شديدة، عكس عصمت التي دخل أبو دقن قلبها، وأعجبت بوسامته وصرامته وتمنته حبيبا لها، وقد قبلت عصمت التحدى، واستعدت لأول مهمة تشترك بها، وكانت القبض على أخطر شبكة دعاره، تتخذ من أحد الفنادق الكبرى مسرحا لعملياتها، وكانت المباحث تراقبها منذ 3 شهور، وتجمع التحريات عنها، وتعد الخطة المناسبة للقبض عليها، ورأى مدير المباحث (خالد طلعت) أن يزرع بداخل الشبكة عنصرا شرطيا، ليخبر القوة باللحظة المناسبة للانقضاض على الشبكة لضبطها في حالة تلبس، ووقع الاختيار على عصمت لتقوم بدور عاهرة وتنضم للشبكة، ولجأت عصمت لجارتها المنحرفة سرا شوشو (بدريه طلبه) لتدريبها على أحدث طرق الدعارة، وتعرفها على مندوب الشبكة (محمود الليثى) والقوادة أحلام (مروى)، والزبون التقيل رجل الأعمال سونا (محمد متولى)، ولكن لسذاجة عصمت وحماسها المندفع فشلت العملية، وتم تكليف عصمت بقيادة باقى الضباط من النساء، لتأمين يوم شم النسيم من المتحرشين، فقامت بالقبض على 1200 شاب، لم يستوعبهم القسم، وإشتركت عصمت مع حسن أبو دقن في عمل كمين لتجار مخدرات، ولكن اندفاع عصمت أدى لهروب تجار المخدرات، وكادوا يعيدون عصمت لعملها الادارى مرة أخرى، لولا وصول السيدة إكرام، التي أمدت في عمر عملها مع أبو دقن، الذي طلب منها مقابلته في غير مواعيد العمل، وفي مكان شاعرى، وطلب منها ارتداء أفضل مالديها، لتبدو أنثى مكتملة، وعن فرحة عصمت بهذا التحول لا تسأل، غير انها سرعان مافاقت من أحلامها، وصدمت بعد علمها انهم متخفون للقبض على عصابة أموال عامة، وأخذ الحماس بعصمت فأطلقت النار وسط المكان المزدحم بالرواد من المدنيين، فنالت لوم شديد وتقريع من اللواء نعمان، الذي غير بوصلة حديثه بمجرد دخول السيدة إكرام، وأثنى أمامها على مجهودات عصمت، وكلفها بسرعة التوجه لمكان اكتشفوا فيه زرع متفجرات شديدة الانفجار، وكان نعمان ومعه المناويشى يتمنون انفجار المتفجرات في عصمت، ليتخلصوا من الصداع الذي سببته لهم، ولكن عصمت وبالمصادفة تمكنت من مساعدة خبير المفرقعات (مصطفى أبو سريع)، وتم أيقاف مؤقت الانفجار، وبدأ قلب حسن أبو دقن من الخفقان نحو عصمت، لكن خجله منعه من مصارحتها، وعندما قابل والديها فشل في النطق بكلمة واحدة، رغم مساعدة أبو شنب وزوجته له، وقد شعرت عصمت بحب أبودقن لها، ولكنها انتظرت ان يتكلم، وقد تقابلا سويا خارج العمل، ليتشجع ويصارحها بحبه، غير انهم اصطدموا بعصابة دولية لخطف الأطفال من المولات، والمتاجرة بأعضاءهم، فأبلت عصمت بلاءا حسنا، وساعدت في القبض على العصابة، وتحرير الأطفال المختطفين، فنالت استحسان القيادات الشرطية، كما نالت ترقية، بالإضافة لخاتم الزواج، بعد تشجع أبو دقن وإبلاغها بحبه لها. (أبو شنب)

## طاقم العمل
طاقم عمل الفيلم:

### تأليف
- خالد جلال (مؤلف)

### إخراج
- سامح عبد العزيز (مخرج)
- شادي يسري (مخرج منفذ)

### تصوير
- إيهاب محمد علي (مدير التصوير)

### مونتاج
- عمرو عاصم (مونتاج)
- محمود سمير (مونتير مساعد)

### إنتاج
- أحمد السبكي (إنتاج)

### دعاية
- عمرو عاصم (Trailer Designer)

## بطولة
تمثيل:
| - ياسمين عبد العزيز: الملازم أول عصمت أبو شنب - ظافر العابدين: الرائد حسن أبو دقن - لطفي لبيب: اللواء نعمان - رجاء الجداوي: والدة عصمت | - بيومي فؤاد: العميد حسين المناويشي - حسن عبد الفتاح - بدرية طلبة: شوشو الراقصة - إيمان السيد | - محمود الليثي - حمادة بركات: ضابط - شيماء سيف - ليلى عز العرب: أكرام هانم |

بالأشتراك مع: محمد محمود (أبو شنب) - محمد متولي - مروة - أحلام الجريتلي - رباب ممتاز - مصطفى أبو سريع - مريم السكري - خالد حجاج - غادة جريشة - خالد طلعت - ميرنا جميل - أحمد عبد المجيد - جيهان الرازي - محمد حجازي - جومانا القائد - أسراء الصابوني - سارة نخلة - سامح شامة - رنا هريدي - حواء - محمد عازيري - مصطفى امام - أشرف الغنام - محمود ناجي جدو - ياسر الشريف - عادل أبو نعمة -أحمد عبد الوهاب - تميم - حسام الشربيني - أحمد ثابت - سيد منير - برنسة عبد الغني - أحمد هيبة - محمد حسني- صعيدة الصعيدة - أسامة صبحي -محمد الرخ - شرين جلال -ياسين فتحي - حسن وحسين - عمرو المغربي - محمد زعفان - حسن الصياد - علي عبد المنعم- محمد عبد المجيد- علي الصاوي - مدحت خيري - طارق صاعقة - حاتم عبد القادر - حازم فؤاد -ثابت الرايق
والاطفال: أيمان درويش - يوسف جنجا - مي- ندا - سيرين - حنين - سارة

## روابط خارجية
- مقالات تستعمل روابط فنية بلا صلة مع ويكي بيانات